# Howl (film)
Howl är en amerikansk experimentell film från 2010. Den skildrar både det uppläsningstillfälle då den amerikanske 1900-talspoeten Allen Ginsberg första gången framförde dikten Howl och den rättegång som senare följde mot samma dikt och dess förläggare Lawrence Ferlinghetti.
Den handlar också om poesi i allmänhet, liksom poetik, och om hur just Howl kom till. Diktens innehåll gestaltas mestadels genom återkommande animerade avsnitt. Filmen är skriven och regisserad av Rob Epstein och Jeffrey Friedman med James Franco i rollen som Ginsberg.